# Chlorobalius leucoviridis
Chlorobalius leucoviridis – gatunek dużego owada z rodziny pasikonikowatych (Tettigoniidae). Występuje w Australii.

## Wygląd
Owad jasnozielony w białe cętki, skrzydła niemal dwa razy dłuższe od tułowia. Na odnóżach ma krótkie kolce. Zarówno samce, jak i samice posiadają aparat strydulacyjny.

## Pożywienie
Chlorobalius leucoviridis żywi się cykadami. Naśladując ich sygnały godowe, zwabia samce do siebie, a następnie konsumuje.